# Greatest Hits (album, Kylie Minogue)
Greatest Hits je kompilacija avstralske pevke Kylie Minogue iz leta 1992.
Kompilacija je vključevala devetnajst singlov iz njenih albumov Kylie, Enjoy Yourself, Rhythm of Love in Let's Get to It, ter tri pesmi, ki jih je posnela posebej za ta album.
Večino pesmi z albuma je napisala skupina tekstopiscev Stock, Aitken & Waterman; to je zadnji album, pri katerem je Kylie Minogue večino pesmi napisala skupaj s to skupino.
V Avstraliji so album izdali s popolnoma drugačno naslovnico in le v omejeni izdaji.
Album Greatest Hits je zasedel prvo mesto na britanski glasbeni lestvici, s čimer je postal tretji glasbeni album Kylie Minogue, ki se je uvrstil na vrh te lestvice. Kasneje je za 300.000 prodanih izvodov tamkaj prejel platinasto certifikacijo. Album je debitiral tudi na tretjem mestu avstralske lestvice, kjer je ostal petnajst tednov. Kasneje je za 14.000 prodanih izvodov prejel dvakratno platinasto certifikacijo s strani organizacije Australian Recording Industry Association.

## Seznam pesmi
| Št.             | Naslov                                                    | Dolžina |
| --------------- | --------------------------------------------------------- | ------- |
| 1.              | „I Should Be So Lucky‟                                    | 3:23    |
| 2.              | „Got to Be Certain‟                                       | 3:20    |
| 3.              | „The Loco-Motion‟                                         | 3:16    |
| 4.              | „Je Ne Sais Pas Pourquoi‟                                 | 4:01    |
| 5.              | „Especially for You‟ (skupaj z Jasonom Donovanom)         | 3:58    |
| 6.              | „Turn It into Love‟                                       | 3:37    |
| 7.              | „It's No Secret‟                                          | 3:58    |
| 8.              | „Hand on Your Heart‟                                      | 3:51    |
| 9.              | „Wouldn't Change a Thing‟                                 | 3:15    |
| 10.             | „Never Too Late‟                                          | 3:23    |
| 11.             | „Tears on My Pillow‟                                      | 2:28    |
| 12.             | „Better the Devil You Know‟                               | 3:55    |
| 13.             | „Step Back in Time‟                                       | 3:06    |
| 14.             | „What Do I Have to Do‟                                    | 3:45    |
| 15.             | „Shocked‟                                                 | 3:10    |
| 16.             | „Word Is Out‟                                             | 3:35    |
| 17.             | „If You Were with Me Now‟ (skupaj s Keithom Washingtonom) | 3:12    |
| 18.             | „Give Me Just a Little More Time‟                         | 3:07    |
| 19.             | „Finer Feelings‟                                          | 3:53    |
| 20.             | „What Kind of Fool (Heard All That Before)‟               | 3:42    |
| 21.             | „Where In The World?‟                                     | 3:34    |
| 22.             | „Celebration‟                                             | 3:57    |
| Skupna dolžina: | Skupna dolžina:                                           | 77:26   |

## Ponovna izdaja
18. novembra 2002 so album ponovno izdali s popolnoma novo naslovnico in dodatnim CD-jem z remiksi.
Seznam pesmi so malce preuredili (singli niso bili več razporejeni po istem vrstnem redu) in pesmi »Made In Heaven« in »Say the Word (I'll Be There)« sta nadomestili singla »Turn It into Love« in »It's No Secret«.
Poleg tega so namesto verzij pesmi, izdanih ob izidu singla, na tem albuma izdali originalne različice pesmi.
| CD 1: The Singles | CD 1: The Singles                                   | CD 1: The Singles |
| Št.               | Naslov                                              | Dolžina           |
| ----------------- | --------------------------------------------------- | ----------------- |
| 1.                | „I Should Be So Lucky‟                              |                   |
| 2.                | „The Loco-motion‟ (remiks)                          |                   |
| 3.                | „Hand on Your Heart‟                                |                   |
| 4.                | „Got to Be Certain‟                                 |                   |
| 5.                | „Better the Devil You Know‟                         |                   |
| 6.                | „Wouldn’t Change a Thing‟                           |                   |
| 7.                | „Celebration‟                                       |                   |
| 8.                | „Never too Late‟                                    |                   |
| 9.                | „What Do I Have to Do?‟ (remiks)                    |                   |
| 10.               | „Je Ne Sais Pas Pourquoi‟                           |                   |
| 11.               | „Where In The World‟                                |                   |
| 12.               | „Step Back In Time‟                                 |                   |
| 13.               | „Especially for You‟                                |                   |
| 14.               | „Say the Word (I'll Be There)‟                      |                   |
| 15.               | „Shocked‟                                           |                   |
| 16.               | „Word Is Out‟                                       |                   |
| 17.               | „Made In Heaven‟ (ni vključen na originalno izdajo) |                   |
| 18.               | „What Kind of Fool (Heard All That Before)‟         |                   |
| 19.               | „Give Me Just a Little More Time‟                   |                   |
| 20.               | „Finer Feeling‟ (remiks skupine Brothers in Rhythm) |                   |
| 21.               | „If You Were with Me Now‟                           |                   |
| 22.               | „Tears on My Pillow‟                                |                   |

| CD 2: The Remixes | CD 2: The Remixes                                        | CD 2: The Remixes |
| Št.               | Naslov                                                   | Dolžina           |
| ----------------- | -------------------------------------------------------- | ----------------- |
| 1.                | „Hand on Your Heart‟ (W.I.P.-jev remiks)                 |                   |
| 2.                | „I Should Be So Lucky‟ (razširjeni remiks)               |                   |
| 3.                | „The Loco-Motion‟ (Ozev remiks)                          |                   |
| 4.                | „Made In Heaven‟ (remiks Heavena Scenta)                 |                   |
| 5.                | „Wouldn’t Change a Thing‟ (španski remiks)               |                   |
| 6.                | „Step Back in Time‟ (remiks Hardinga/Curnowa)            |                   |
| 7.                | „Shocked‟ (remiks Hardinga/Curnowa)                      |                   |
| 8.                | „Word Is Out‟ (poletni remiks)                           |                   |
| 9.                | „Celebration‟ (tehno remiks)                             |                   |
| 10.               | „Better the Devil You Know‟ (alternativni plesni remiks) |                   |
| 11.               | „What Do I Have to Do?‟ (plesni remiks)                  |                   |

## Singli
Pesem »What Kind of Fool (Heard All That Before)« je avgusta 1992 v Združenem kraljestvu izšla kot singl. Na britanski glasbeni lestvici je zasedla štirinajsto mesto.
Zadnji singl Kylie Minogue z založbo PWL Records je bila njena različica pesmi »Celebration« glasbene skupine Kool & the Gang. Izšel je novembra 1992 in nazadnje zasedel dvajseto mesto na britanski lestvici.

## Dosežki
| Lestvica (1992)                           | Dosežek |
| ----------------------------------------- | ------- |
| Avstralija (ARIA)                         | 3       |
| Španija (Productores de Música de España) | 19      |
| Japonska (Oricon)                         | 23      |
| Nemčija (Media Control Charts)            | 81      |
| Nova Zelandija (RIANZ)                    | 49      |
| Združeno kraljestvo (UK Albums Chart)     | 1       |

| Leto | Država                                | Dosežek |
| ---- | ------------------------------------- | ------- |
| 1992 | Avstralija (ARIA)                     | 51      |
| 2002 | Združeno kraljestvo (UK Albums Chart) | 73      |